# Мламолово
Мламолово е село в Западна България. То се намира в община Бобов дол, област Кюстендил.

## География
Село Мламолово се намира на 3 км от гр. Бобов дол на югоизток и на 42 км от гр. Кюстендил на северозапад. Разположено е в източните разклонения на Конявска планина в местността „Разметаница“ на височина 500 м. През селото минават реките Бобовдолска, Горещица и Асар. Климатът е континентален. В църковно-административно отношение енорията на с. Мламолово се намира в Дупнишка духовна околия и се управлява от църковното наместничество на гр. Дупница.

## История
Съществуват две вероятни причини за изоставянето на рудодобива в околността: първата е изчерпване, а втората Великото преселение на народите през IV – VI век и свързаните с него опустошения и грабежи.1

### Местоположение на селото
Селището най-напред се е намирало в местността „Асар“ и по-точно в
долният ѝ край, наречено от местното население „Сухата чешма“ (имало е чешма, която е пресъхнала). При прокарване на водопровод в селото тук са намерени зидове и извадени бъчви с жито с височина, колкото човешки ръст. След този период селището е било преместено в местността „Подкраище“, но се предполага, че мястото е било безводно и накрая се установява в местността „Марено“, където е построена първата черква „Св. Спас“. Тя се е намирала на територията на бившия вече рудник „Мламолово“ и останки от основите ѝ могат да се видят и днес. Пак на територията на този рудник, но в обратна посока към гр. Бобов дол е построена черквата „Св. Троица“, която сега е напълно заличена. Местните жители наричат тази местност сещо „развалена цръква“ и дълги години продължават традициите за отбелязване на празника „Петдесетница“ на място и провеждането на селски събор или семейни посещения за молитва и поклонение до светото място. След освобождението от османска власт в селото е построена църквата „Успение Богородично“, а в двора на църквата и местното училище.
В селото на 600 метра северно от местността „Родината“ се намира антично селище, там са намерени пръснати камъни от разрушени основи, тухли и различни съдове. Там се намира и местността „Светата вода“, където е съществувало от древност свещено изворче или аязмо, което местните хора продължават да почитат. Към настоящия момент изворчето е пресъхнало.
На около 3 километра северно от селото върху заоблен връх от рида „Гола глава“ се намира късано-антична крепост, известна под името „Градището“. На площ от 10 декара има ограден крепостен зид, а във вътрешността има останки от разрушени постройки. Там е намерена статуетка на бог Хермес, а на 500 метра северно е открит водопровод от глинени тръби, който снабдявал селището с вода. Вътре в границите на крепостните стени са откривани и големи глинени делви за съхраняване на жито. Предполага се, че на мястото е съществувало укрепление или наблюдателна кула с малък гарнизон от късноримската и ранновизантийската епоха.
В местността „Десетако“ се намират старите гробища, мястото е наречено така, защото там се събирал данък за жито. Българите са плащали по 1/10 част от произведеното жито на турците. В района на днешния училищен двор са били погребвани всички заселници и пришелци, а турските гробища са се намирали под „Сухата чешма“.
По време на османската власт училището се е местело в частни къщи. За определен период училището се помещава в къщата на рода Алекови, в която на долния етаж е имало кръчма. Къщата се е намирала на центъра на селото на кръстовището близо до сегашния храм, но в момента се е саморазрушила и от нея са останали само отломки и останки.
Първият учител в селото се е казвал Георги, по негово настояване през 1882 г. се построява и първата училищна сграда.
Сведения за селото под имената Меламово, Мламолова, Маламлува има в турските регистри от 1576 г. През този период селищата от областта се намират в църковно отношение към Самоковска или Кюстендилска епархия.
Селото се е състояло от един мюсюлмански чифлик, 90 български семейства и 3 големи задружни бащински семейства (рода). Населението е плащало данък: пшеница 12 товари за 300 акчета; за гроздобер 23 акчета; за бостан 30 акчета; за внесено вино 15 акчета; за свине и Божик (Бъдни вечер) 21 акчета и т.н.
Селото е плащало данък за овцете общо 315 овце, като са изброени следните хора и кой по колко овце е давал за данък:
Никола, Тодор и Димитри Стайко – 50; Стоян Балабан – 30; поп Бою-30; Цеко Марко – 30; Нино Стоян – 20; П. Ремле – 30.2
Като се има предвид, че съгласно тогавашното законодателство 1 овца се е вземала за данък на притежавани 25 овце, става ясно, че тези хора са притежавали сравнително голям брой животни.
През 1922 година в селото е основано читалище „Напредък“, в него е изградена библиотека и етнографска музейна сбирка, отразяваща културно битовите традиции на Мламолово. Тя не е пълна и все още продължава събирането на експонати.
1 – Според направената справка за произхода на с. Мламолово до БАН през 1984 г.
2 – В джелепкешанския регистър от 1576 г.

## Население
Численост и дял на етническите групи според преброяването на населението през 2011 г.:
|                     | Численост | Дял (в %) |
| Общо                | 742       | 100,00    |
| Българи             | 721       | 97,16     |
| Турци               | 0         | 0,00      |
| Цигани              | 0         | 0,00      |
| Други               | 0         | 0,00      |
| Не се самоопределят | 0         | 0,00      |
| Неотговорили        | 16        | 2,15      |